# Ingeborga de Eslésvico-Holsácia-Sonderburgo-Glucksburgo
Ingeborga de Eslésvico-Holsácia-Sonderburgo-Glucksburgo; (Thumby, Bienebeck; em 9 de julho de 1956) nasceu em  perto da cidade alemã de Quiel, Alemanha).
Princesa de Eslésvico-Holsácia, filha do Duque Pedro, Duque de Eslésvico-Holsácia e da princesa Maria Alícia de Eschaumburgo-Lipa, é uma pintora alemã.